# العوامرية
العَوَامِرِيّة قرية تقع بمعتمدية الشبيكة بولاية القيروان من الوسط التونسي. ترقيمها البريدي هو 3161، وهي مركز عمادة.